# MIDEM
MIDEM（Marché International du Disque, de l' Édition Musicale et de la Vidéo Musique）とは、毎年1月フランスのカンヌで開催される、世界最大規模の国際音楽産業見本市。

## 日本からの参加
2005年から、日本のミュージシャンが出演する Japan night（MPAとJETROの共催）が始まった。2005年は SADAYU・BONNIE PINK・東京エスムジカ・SATOMI'、2006年は Rin'・KOKIA・Rie fu、2007年は Marie（J-POP）・カノン（Classical Crossover）・小野リサ（Bossa Nova）・藤原大輔(Electro- Jazz)、2008年はHALCALI、沖仁、metalmouse、noodles、2009年はMix Speaker’s, Inc.、immi、→Pia-no-jaC←、2010年はAMWE、壱岐尾彩花、Kimeru、2013年はEnd Of The World (SEKAI NO OWARI)がライブを行った。